# Tibouchina carvalhoi
Tibouchina carvalhoi är en tvåhjärtbladig växtart som beskrevs av John Julius Wurdack. Tibouchina carvalhoi ingår i släktet Tibouchina och familjen Melastomataceae. Inga underarter finns listade i Catalogue of Life.